# Площадь Тахрир
Пло́щадь Тахри́р (араб. ميدان التحرير‎ Майда́ну т-Тах̣ри́р — «Площадь освобождения») — площадь в центре Каира, изначально называвшаяся Пло́щадь Исмаили́я (араб. ميدان الإسماعيلية،‎ Майда́ну ль-Исма’и́ли́ях) в честь хедива Исмаила-Паши, который внедрял европейские подходы в развитие города, стремясь построить «Париж на Ниле». Переименована после революции в Египте 1952 года.

## Достопримечательности
В юго-западной части площади находится статуя Омара Макрама (англ.) — памятник политическому деятелю времён Оттоманской империи, за которой расположена мечеть Омара Макрама.
Северная оконечность площади переходит в историческую улицу Каср аль-Айн (англ.), западная — в улицу Талаат Харб, неподалёку от которой расположен мост через Нил — Каср аль-Нил (англ.). По периметру площади расположены Каирский египетский музей, сожжённое в ходе событий Арабской весны и позже демонтированное здание штаб-квартиры Национально-демократической партии Египта, правительственное здание «Могамма», выполненное в стиле сталинского ампира (подарок Советского Союза), штаб-квартира Лиги арабских государств, гостиница «Нил» и старый кампус Американского университета в Каире.
На площади находится станция метро «Садат», являющаяся пересадочной для двух линий каирского метрополитена, связывающих Гизу, Маади, Хелуан и другие районы и пригороды Большого Каира.

## Демонстрации и массовые мероприятия
Площадь Тахрир на протяжении многих лет является традиционным местом проведения демонстраций и массовых акций протеста, например, таких как Хлебные бунты 1977 года или протесты против войны в Ираке в 2003 году.

### Волнения 2011 года

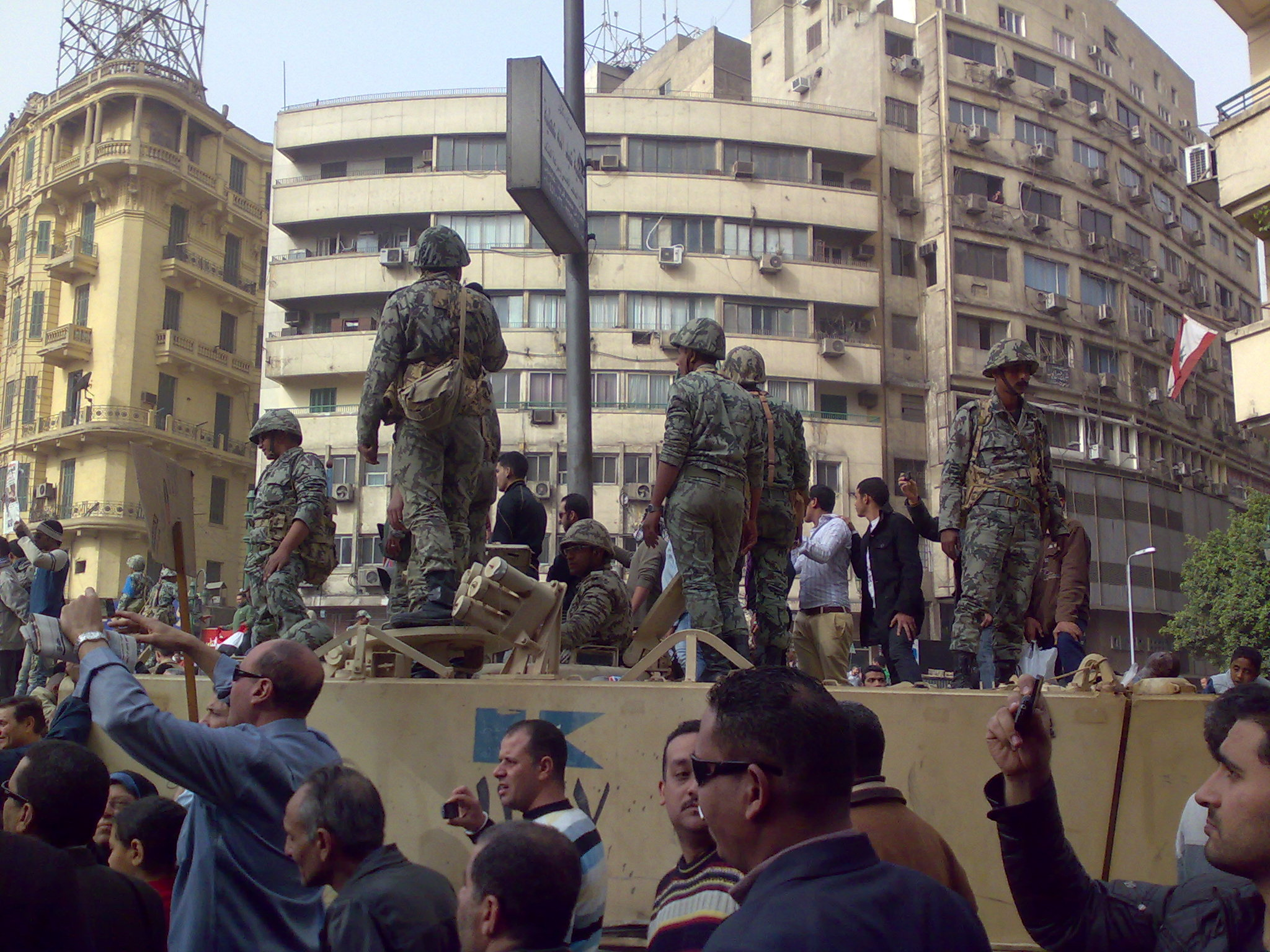
Площадь Тахрир 29 января 2011 года

В январе 2011 года площадь Тахрир стала главным местом общественных протестов в Каире. 25 января более 15 000 протестующих заняли площадь, после чего она стала основным местом для сбора участников протестов. 30 января корреспонденты BBC сообщили, что число демонстрантов на площади на седьмой день протестов выросло по меньшей мере до 50 000 человек, а 31 января корреспондент телекомпании «Аль-Джазира» сообщил, что участников акций протеста уже порядка 250 000. 1 февраля по сообщениям «Аль-Джазиры» на площади и прилегающих улицах собралось более 1 миллиона протестующих.
Со 2 февраля на площади начались стычки между сторонниками и противниками Хосни Мубарака. В течение недели, благодаря мировым СМИ, название площади стало известно во всём мире.
Результатом протестов стала отставка Хосни Мубарака с поста президента Египта 11 февраля 2011 года.

### Волнения 2013 года
В январе 2013 года на площади снова начались волнения, направленные главным образом против действующего президента («нового фараона») Мухаммеда Мурси.

## Одноимённые площади
Площадь Тахрир есть также в столице Йемена Сане и в столице Ирака Багдаде.

## Фотогалерея

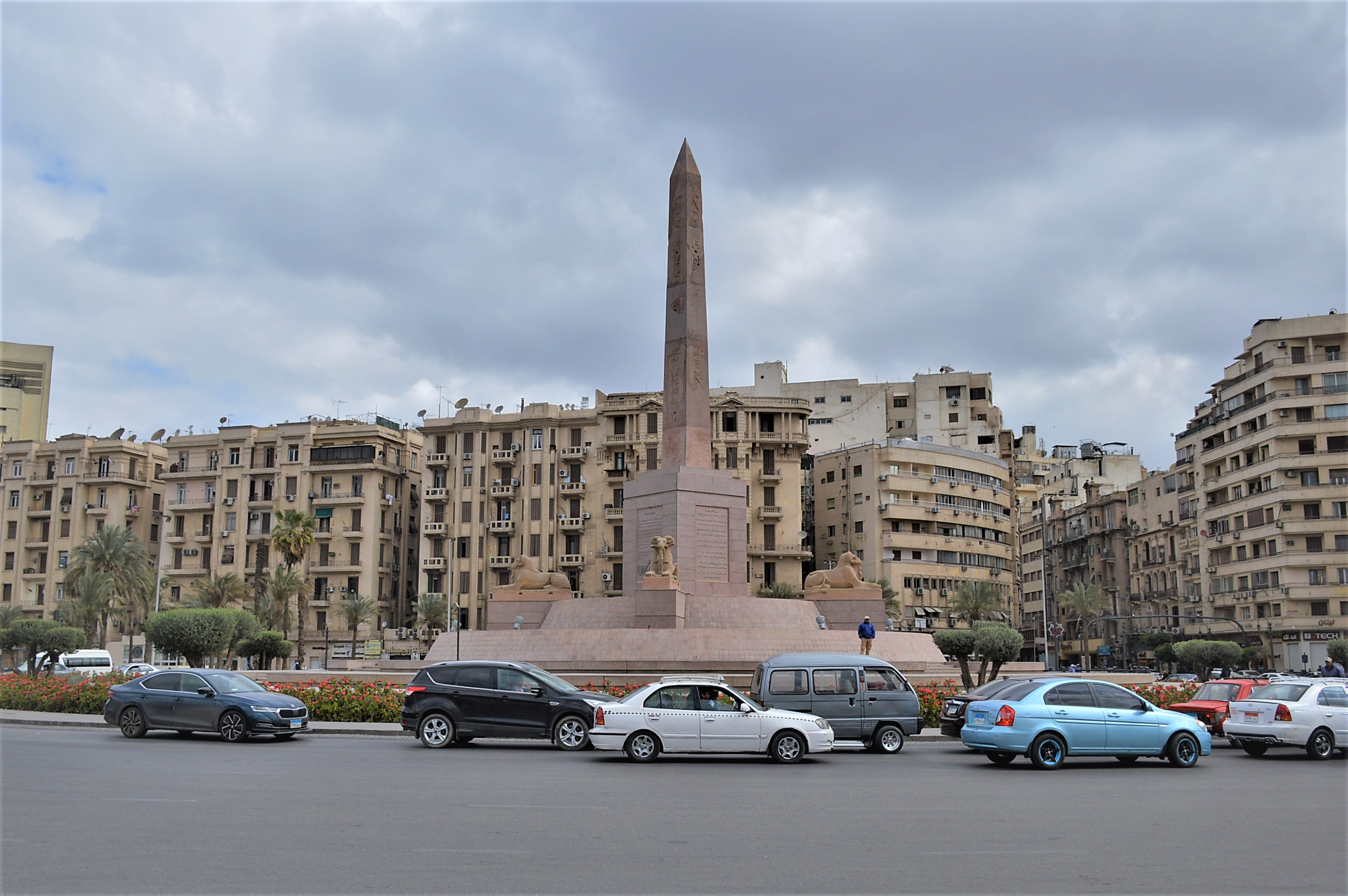
Обелиск в центре площади
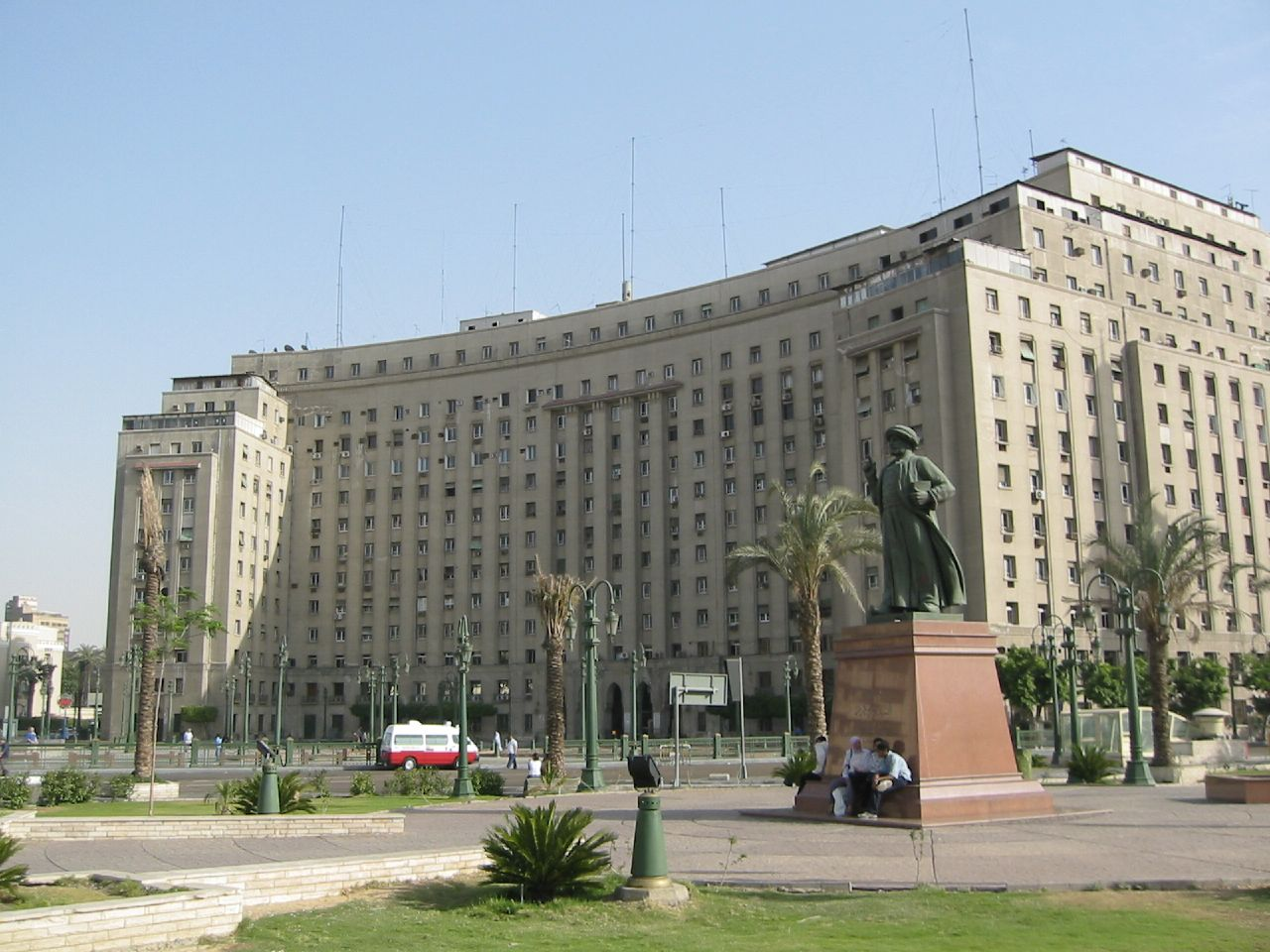
«Могамма» и памятник Омару Макраму
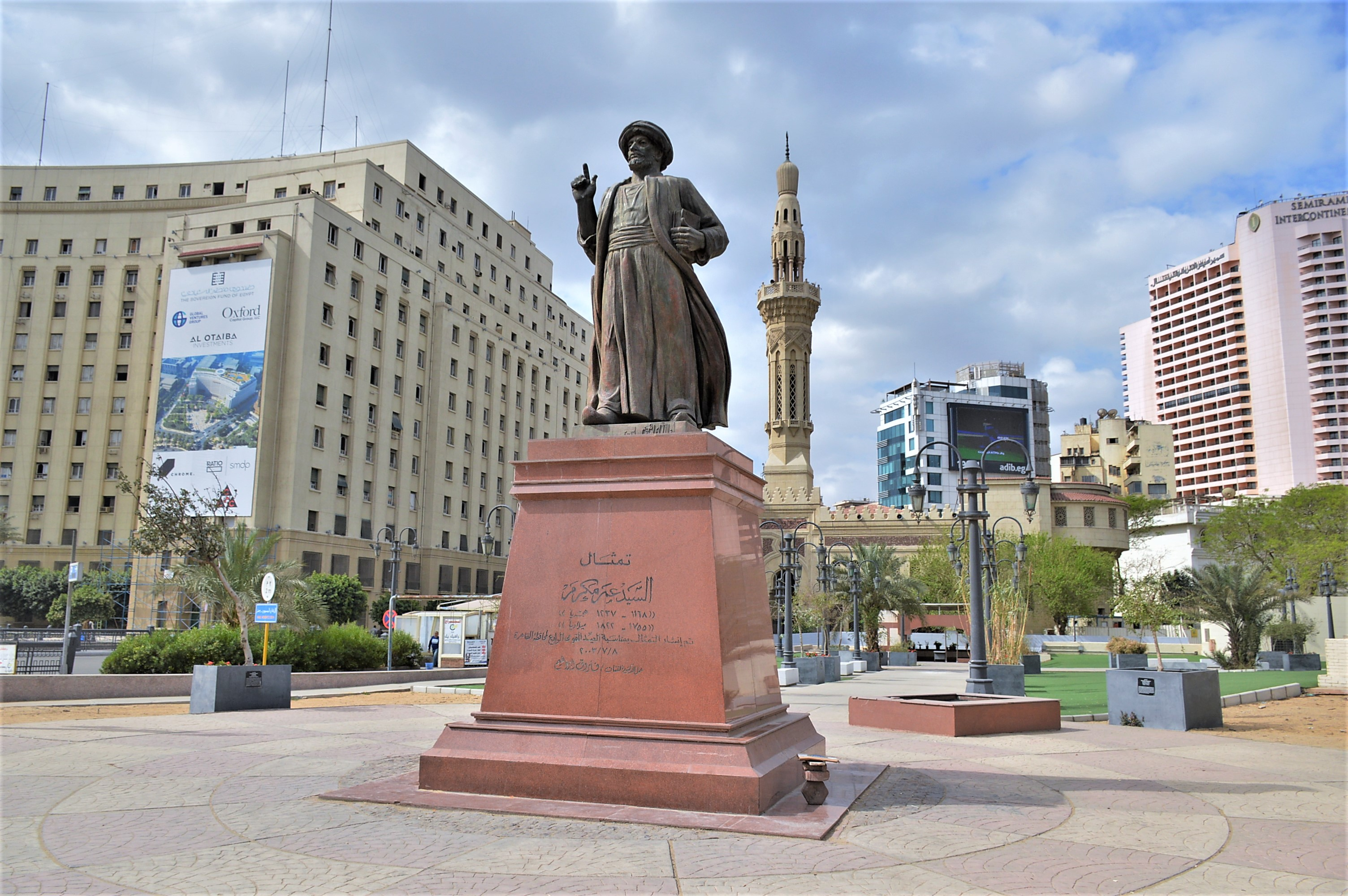
Памятник Омару Макраму
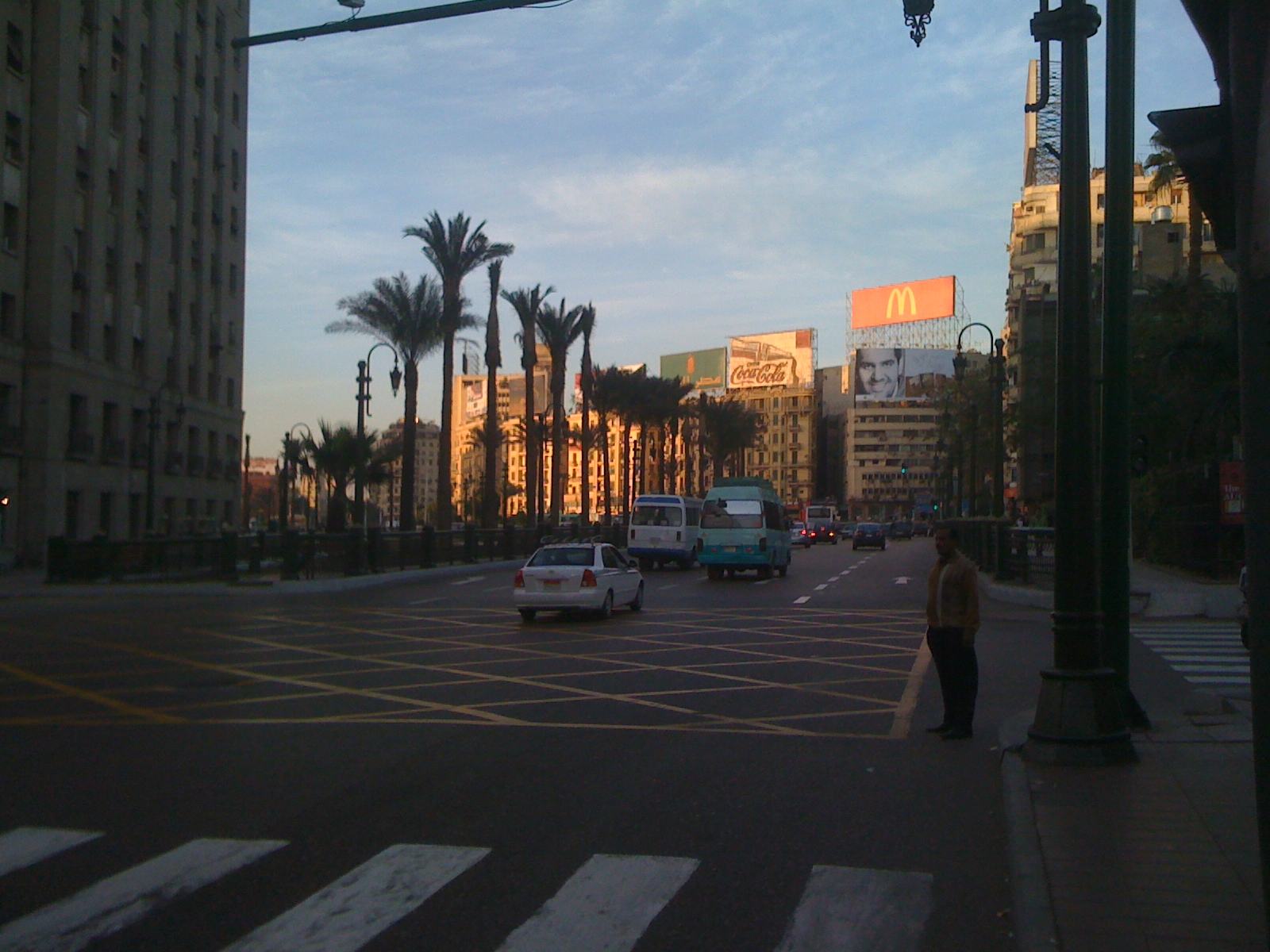
Вид на площадь с улицы Каср аль-Айн
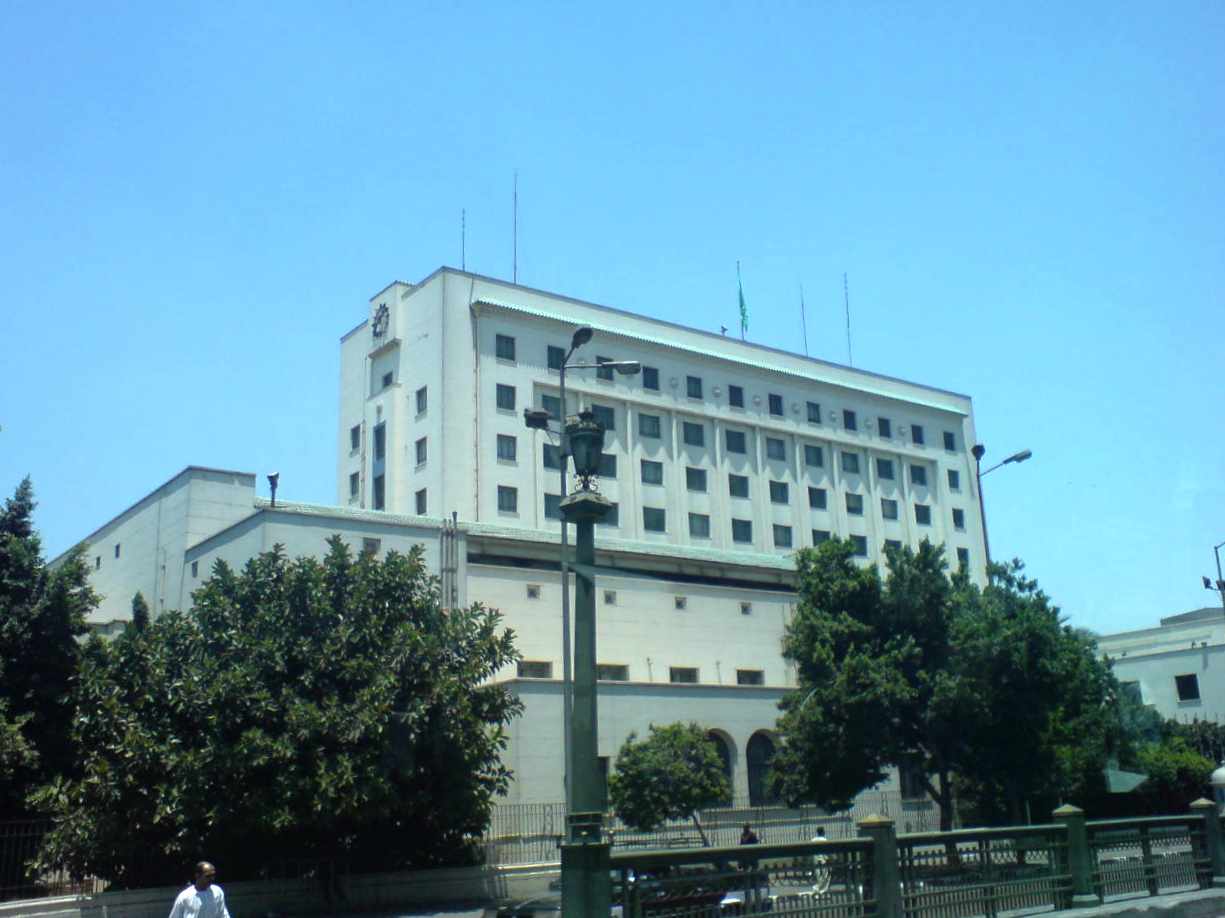
Штаб-квартира Лиги арабских государств
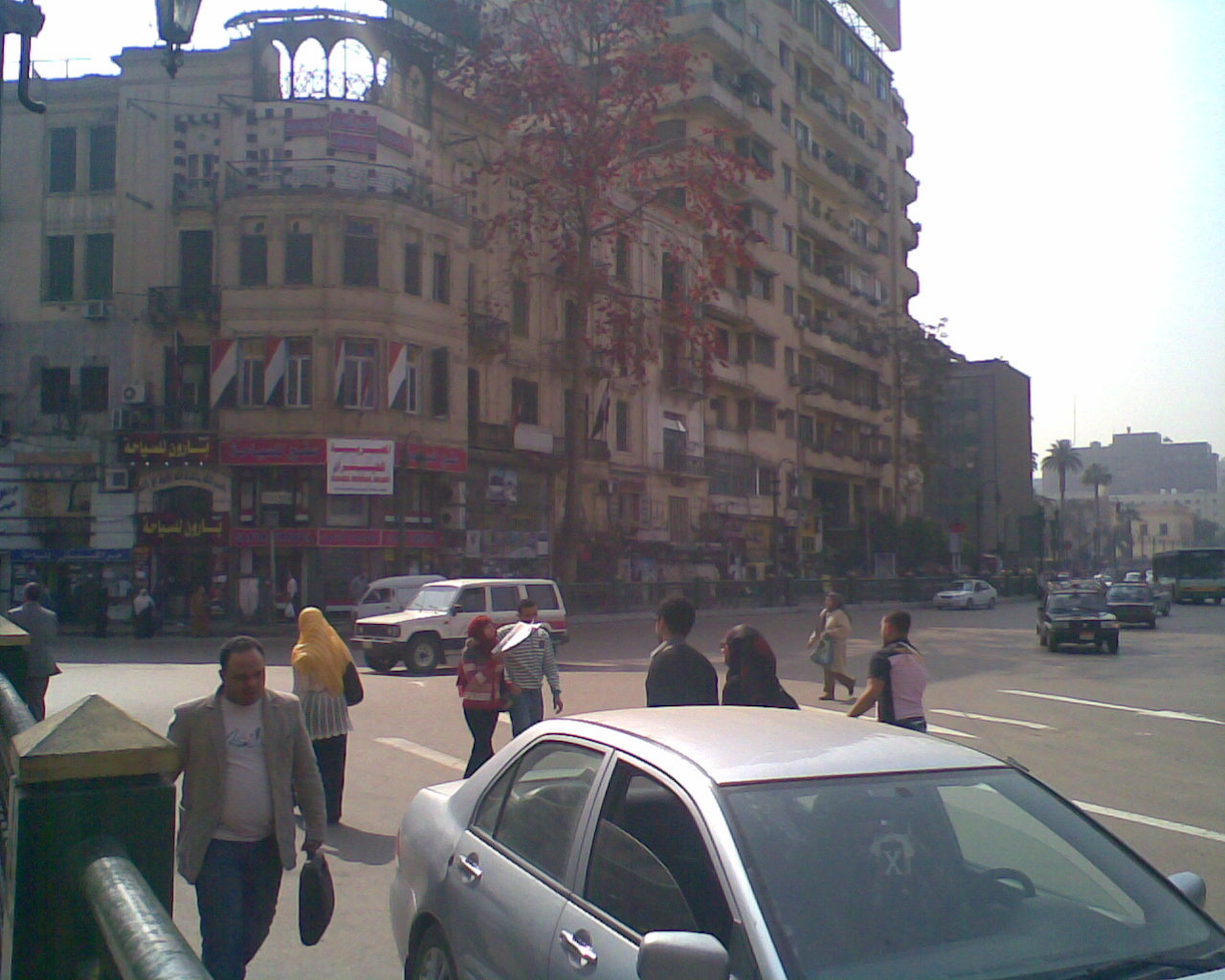
Восточная часть площади